# THE LIMIT
『THE LIMIT』（ザ・リミット）は、2021年3月5日から4月9日まで動画配信サービス『Hulu』で毎週1話で配信されたオムニバスドラマ。「限られた空間、限られた時間、限られた状況」でリアルタイムに進行する「半径3メートルの人間ドラマ」をオムニバス形式で配信していくワンシチュエーションドラマ。

## キャスト